# Robert Gibbings
Robert (John) Gibbings (* 23. März 1889 in Cork; † 19. Januar 1958 in Oxford) war ein irischer Künstler und Schriftsteller. Er ist vor allem für seine Holzstiche bekannt.
Gibbings war eine führende Figur bei der Wiederbelebung des britischen Holzstichs im 20. Jahrhundert und gehörte 1920 zu den Gründungsmitgliedern der Society of Wood Engravers.

## Leben
Gibbings studierte zunächst drei Jahre lang Medizin am University College Cork, bevor er ab Oktober 1911 sein Kunststudium an der Slade School of Art begann und zusätzlich Kurse bei Noel Rooke an der Central School of Art and Design besuchte.
Er nahm als Soldat am 1. Weltkrieg teil, wurde verwundet und kehrte nach London zurück. 1919 heiratete er Moira Pennefather. 1929 unternahm er eine Reise nach Tahiti, die Anregungen für mehrere Publikationen mit Südseethematik bot, darunter The Seventh Man (1930) und Iorana (1932).
1936 ließ sich Moira von ihrem Mann scheiden. Gibbings heiratete im darauffolgenden Jahr Elisabeth Empson, hatte später jedoch ein Verhältnis mit deren Schwester Patience. 1951 endete die zweite Ehe und Gibbings übersiedelte gemeinsam mit Patience Empson 1955 nach Long Wittenham.

## Schaffen
Früh in seiner Karriere gestaltete Gibbings 1922 Entwürfe für London Underground und den London Zoo. Seit 1923 schuf Gibbings Buchillustrationen und übernahm 1924 die Golden Cockerel Press in Waltham St Lawrence. Für die Publikationen seines Verlags, der sich durch hochwertige Drucke in begrenzten Auflagen auszeichnete, arbeitete Gibbings in den folgenden Jahren mit Illustratoren wie Eric Gill, John Nash und John Farleigh zusammen. Er selbst illustrierte auch Publikationen anderer Verlage, darunter Hodder & Stoughton und Houghton Mifflin. 1933 musste Gibbings die Golden Cockerel Press aufgrund wirtschaftlicher Schwierigkeiten verkaufen.
In den 1930er Jahren arbeitete er unter anderem für Penguin Books, für die er einen Reiseführer und mehrere Kinderbücher schrieb. Zur gleichen Zeit begann er, an der Reading University zu unterrichten. Seit den 1940er Jahren entstanden illustrierte Naturbücher, darunter Sweet Thames Run Softly (1940). Zu seinen späten Werken gehören die Illustrationen zu Charles Darwins Reisebeschreibung (1956).

## Werke
- Robert Gibbings: Twelve Wood Engravings. Baynard Press, London 1921.
- Buchillustrationen in: Samuel Butler: Erewhon or Over the Range. Jonathan Cape, London 1923.
- Buchillustrationen in: Lucian: The True Historie of Lucian the Samosatenian. Golden Cockerel Press, Waltham St Lawrence 1927.
- Buchillustrationen in: John Keats: Lamia, Isabella, The Eve of Saint Agnes & Other Poems. (1928).
- Buchillustrationen in: Helen Waddell: Beasts and Saints. Constable & Co., London 1934
- Buchillustrationen in: Llewelyn Powys: Glory of Life. Golden Cockerel Press, London 1934
- Blue Angels and Whales. Penguin Books, Harmondsworth 1938.
- Sweet Thames Run Softly. J. M. Dent & Sons, London 1940.
- Buchillustrationen in: Charles Darwin: The Voyage of the H.M.S. Beagle. The Limited Editions Club, Cambridge & New York 1956.